# Forår (film)
 For alternative betydninger, se Forår (flertydig). (Se også artikler, som begynder med Forår)
Forår er en dansk kortfilm fra 2013 instrueret af Rasmus Skovdal.

## Handling
Handlingen udspiller sig over en parmiddag, hvor Claus stiller sig selv spørgsmålet, om han er landet på sin rette hylde. Alt imens spirer og blomstrer foråret udenfor.